# Кјанито (Месина)
Кјанито је насеље у Италији у округу Месина, региону Сицилија.
Према процени из 2011. у насељу је живело 38 становника. Насеље се налази на надморској висини од 510 м.